# Ian Gleed
Ian Richard Gleed, ps. Widge (ur. 3 lipca 1916 w Finchley, zm. 16 kwietnia 1943 w Enfidaville) – pilot Royal Air Force (RAF), as myśliwski, któremu przypisuje się zestrzelenie 13 samolotów wroga podczas II wojny światowej. Walczył w bitwie o Francję i bitwie o Anglię, został zestrzelony i zginął nad Tunezją.
Spopularyzował wizerunek Kota Figaro, umieszczając go na swoich samolotach.

## Życiorys

### Wczesne życie
Urodził się w Finchley, na północy Londynu, 3 lipca 1916 roku, jako syn Seymoura Richarda i Florence Hair Gleed. Jego ojciec, lekarz, służył jako kapitan w Royal Army Medical Corps podczas I wojny światowej, a jego siostra Daphne również zajmowała się medycyną.
Studiował w Epsom College i był zapalonym żeglarzem. Opowiadał znajomym, że po wojnie planuje kupić żaglówkę i popłynąć na Morza Południowe.

### Kariera wojskowa
Po nauce latania w cywilu, Gleed przeszedł do wojska i otrzymał stopień oficerski RAF w 1936 roku. Ukończył szkolenie w Boże Narodzenie 1936 roku i został przydzielony do 46 Dywizjonu, gdzie latał na Gloster Gauntlet II, myśliwcu dwupłatowym. Został awansowany na oficera lotnictwa 9 października 1938 roku.
Jego przydomek w RAF, „Widge”, ma być skrótem od „Wizard Midget” ze względu na niski wzrost Gleeda i jego zwyczaj używania słowa „wizard” jako przymiotnika.
Po wybuchu wojny we wrześniu 1939 roku został przeniesiony do 266 Dywizjonu jako dowódca eskadry. W styczniu tego roku dywizjon otrzymał dostawy nowych myśliwców Supermarine Spitfire.
W lutym 1940 roku Spitfire, którym leciał, rozpadł się w powietrzu. Gleed został ranny podczas skoku, ale odzyskał przytomność na tyle szybko, że mógł uruchomić spadochron.

### Bitwa o Francję
Gleed został przywrócony do czynnej służby po wyleczeniu z ran 14 maja 1940 roku i został przydzielony do 87 Dywizjonu, używającego starszych maszyn Hawker Hurricane. Jednostka stacjonowała we Francji i poniosła znaczne straty w pierwszym tygodniu kampanii.
O przybyciu Gleeda do Francji inni pilot RAF Roland Beamont powiedział o nim:

Gleed był jednym z naszych pilotów zastępczych i przyjechał z Wielkiej Brytanii, aby powiedzieć nam dokładnie, jak prowadzić wojnę – całe 5 stóp i 6 cali! Natychmiast dotrzymał słowa i rzucał się na wroga przy każdej możliwej okazji z wyraźną radością i całkowitym brakiem podniecenia. Jego duch był dokładnie tym, czego potrzebowaliśmy, aby wzmocnić nieco oszołomionych ocalałych z tygodnia po 10 maja. Nie oznacza to, że morale 87 Dywizjonu nie było wyjątkowo wysokie, ale The Widge jakoś zdołał je jeszcze bardziej podnieść

Pierwsze zwycięstwa Gleeda miały miejsce 18 maja, kiedy to zgłosił zniszczenie dwóch Bf 110. Następnego dnia zgłosił zniszczenie jednego Bf 109 i dodatkowo prawdopodobnie dwóch bombowców Do 17 oraz jednego He 111. To daje podstawę do twierdzenia, że Gleed był najszybszym asem RAF-u, zostając nim w ciągu zaledwie dwóch dni. 87 Dywizjon został ewakuowany z powrotem do Wielkiej Brytanii 22 maja.

### Bitwa o Anglię
Podczas bitwy o Anglię 87 Dywizjon był częścią 10 Grupy bazującej w Church Fenton, a później w Exeter. W pewnym momencie rozważano przejście jednostki na Spitfire’y, ale zrezygnowano z tego po tym, jak Beamont i Gleed z łatwością pokonali pilota Spitfire’a w ćwiczebnej walce powietrznej swoimi Hurricane’ami. Podczas nalotów Blitz, 87 Dywizjon został przydzielony do nocnych myśliwców broniących Bristolu. Pomimo ograniczeń związanych z wykorzystaniem reflektorów do kierowania Hurricane’ami na wrogie samoloty, Gleed odniósł dwa zwycięstwa w nocy. W grudniu 1940 roku został awansowany na dowódcę dywizjonu i objął dowództwo nad 87 Dywizjonem w RAF Charmy Down.

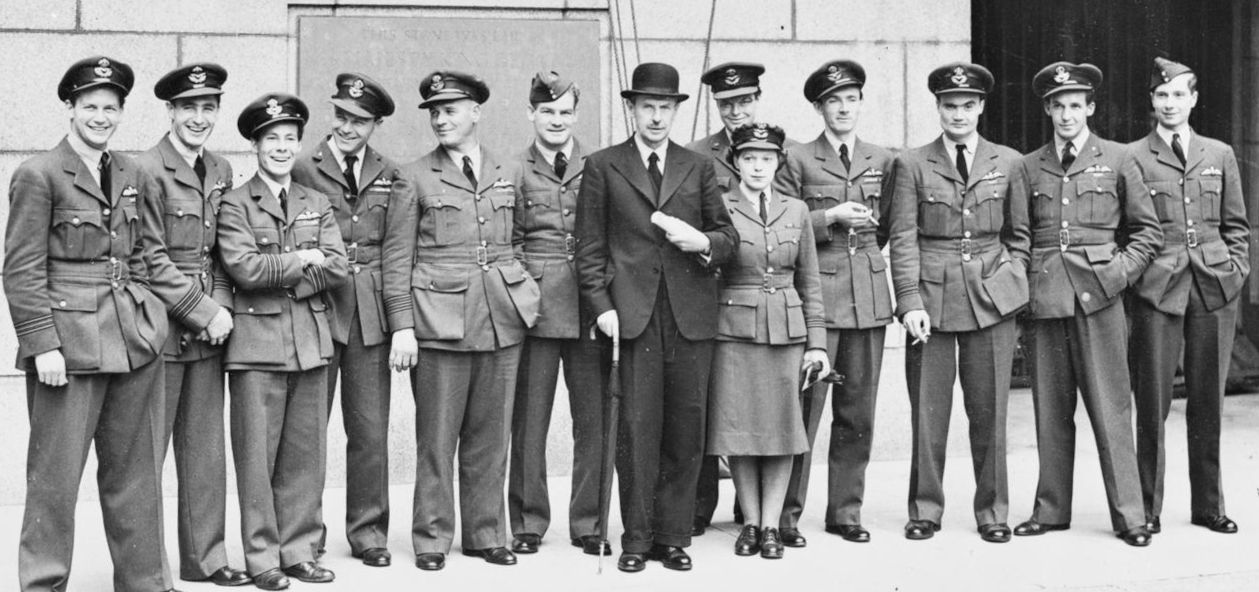
Spotkanie pilotów z Battle of Britain z Air Chief Marshal Hugh Dowdingiem we wrześniu 1942 roku. Gleed stoi trzeci od lewej

Rok później (listopad 1941 roku, w wieku 25 lat) Gleed został awansowany do stopnia Wing Commander i mianowany dowódcą dywizjonu w RAF Middle Wallop, a później w RAF Ibsley. W Ibsley kierował operacjami 118., 234. i 501 Dywizjony, które wykonywały działania myśliwskie nad kanałem La Manche i eskortowały bombowce.
W innych przypadkach eskadry Hurricane’ów pełniły funkcję myśliwców bombardujących, a Spitfire’y stanowiły ich eskortę. Podczas eskorty bombowców Gleed radził swoim pilotom, aby trzymali się blisko bombowców i nie rozpraszali się pościgiem za myśliwcami wroga. Niemniej jednak szybko podejmował takie działania, gdy tylko nadarzyła się okazja.
W czerwcu 1942 roku został odsunięty od służby liniowej, a „Bunny” Currant awansował na dowódcę skrzydła Ibsley. Gleed został przydzielony do RAF Bentley Priory, HQ Fighter Command, gdzie był dowódcą dywizjonu taktycznego, a następnie dowódcą dywizjonu operacyjnego.

### Afryka Północna

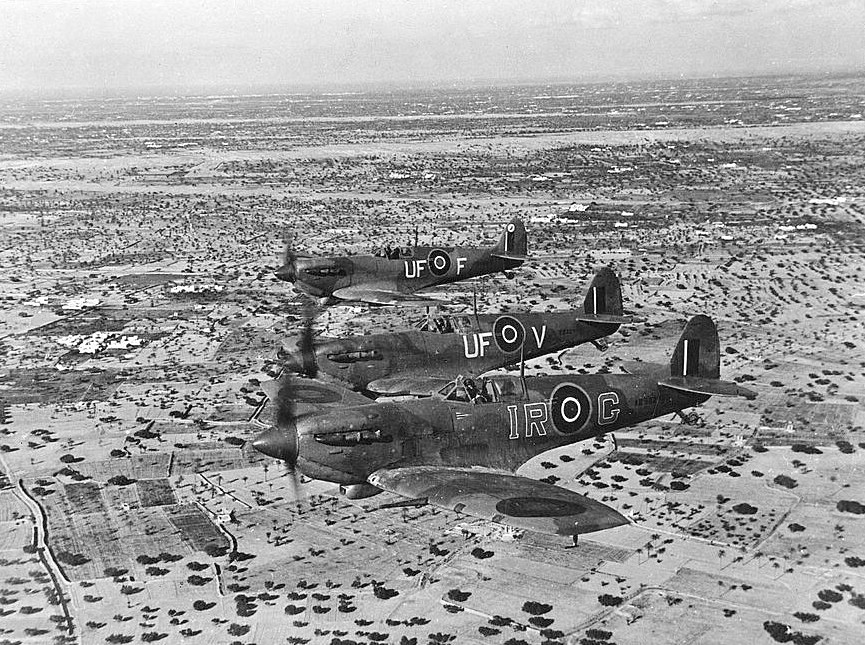
Dwa Spitfire Vb z 601 Dywizjonu nad wyspą Dżerba na początku 1943 roku, dowodzone przez Gleeda w jego osobistym Spitfire’rze oznaczonym jako IR-G

Jednak Gleed nie był zadowolony ze stanowiska biurowego i postarał się o przydział do dowództwa operacyjnego na Bliskim Wschodzie, bliżej aktywnego teatru działań wojennych. W styczniu 1943 roku został przydzielony na Bliski Wschód, gdzie 31 stycznia objął dowództwo nad 244 Skrzydłem. Swoje ostatnie zwycięstwo powietrzne odniósł 17 marca. Nawet po tym, jak nowszy, szybszy Spitfire IX stał się dostępny, Gleed nalegał na pozwolenie mniej doświadczonym pilotom na latanie nimi, zamiast tego sam siadał za sterami słabszego Spitfire’a Vb.
244 Skrzydło brało udział w operacji Flax, serii ataków myśliwskich nad obszarem przylądka Bon, mających na celu przechwycenie samolotów transportowych próbujących ewakuować personel Osi z Tunezji na Sycylię. Gleed dowodził jedną z takich operacji 16 kwietnia. RAF zniszczył siedem transportowców SM.82 i Bf 109, ale Gleed i jego skrzydłowy zginęli. Gleed został prawdopodobnie zestrzelony przez asa Luftwaffe Ernsta-Wilhelma Reinerta. Reinert zgłosił zestrzelenie P-51 Mustang, ale uważa się, że błędnie zidentyfikował Spitfire’a Vb z przyciętymi skrzydłami Gleeda.
Śmierć Gleeda wywarła tak dojmujący wpływ na morale lotników, że alianci zaniechali nalotów myśliwców na małą skalę. Od tego momentu misje składały się z trzech dywizjonów P-40 z eskortą jednego dywizjonu Spitfire’ów.
Ostateczny „wynik” Gleeda to trzynaście zniszczonych, siedem prawdopodobnych, cztery uszkodzone, jeden zniszczony na ziemi i jeden uszkodzony na ziemi.

## Odznaczenia
Jego odznaczenie Krzyżem Wybitnej Służby Lotniczej zostało ogłoszone w Dzienniku Ustaw 13 września 1940 roku bez podania uzasadnienia. Otrzymał Order Wybitnej Służby, ogłoszony w Dzienniku Ustaw 22 maja 1942 roku:

Ten oficer dowodził swoim skrzydłem w 26 lotach nad terytorium wroga. Zawsze wykazywał się dobrym duchem walki, który w połączeniu z jego mistrzowskim przywództwem i zapałem dał inspirujący przykład. Dowódca skrzydła Gleed zniszczył co najmniej 12 samolotów wroga, z czego 2 zestrzelił w nocy

## Pamięć
Został pochowany w prowizorycznym grobie w Tazoghrane, a po zakończeniu kampanii afrykańskiej miał ponowny, uroczysty pochówek na cmentarzu wojskowym w Enfidaville. Napis na jego nagrobku brzmi: ONE WHO HELD WE FALL TO RISE, ARE BAFFLED TO FIGHT BETTER, SLEEP TO WAKE.
Bunny Currant opisał Gleeda jako „[mężczyznę] kieszonkowego rozmiaru, który troszczy się o innych i ma odwagę nieporównywalną z niczym innym”.
W historii wojny w Tunezji opisano go jako „jednego z największych przywódców [Desert Air Force]” i „wielkiego małego kieszonkowego Herkulesa”.